# ロバート・ピーター (第9代ピーター男爵)

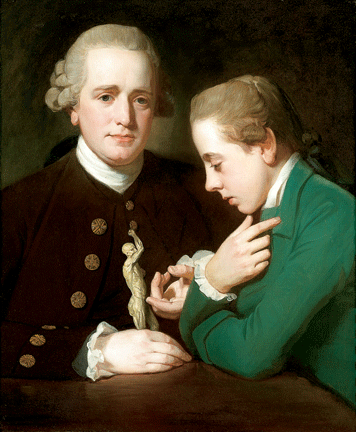
ロバート・ピーターと息子ロバート・エドワード

第9代ピーター男爵ロバート・エドワード・ピーター（英語: Robert Edward Petre, 9th Baron Petre、1742年 - 1801年7月2日）は、イギリスの貴族。

## 経歴
1742年に第8代ピーター男爵ロバート・ピーターとその妻メアリー（第3代ダーウェントウォーター伯爵ジェイムズ・ラドクリフの娘）の長男として生まれる。
生後間もない1742年7月4日に父が死去し、第9代ピーター男爵位を継承した。
熱心なカトリックであり、カトリック解放運動に尽力した。1772年から1777年にかけてフリーメイソンのイングランド・首位グランドロッジのグランドマスターを務めた。
1801年7月2日に死去。

## 保有爵位
- エセックス州におけるライトルの第9代ピーター男爵 (Baron Petre, of Writtle in the County of Essex) (1603年創設イングランド貴族爵位)[4]
- 神聖ローマ帝国伯爵位(1595年創設)[4]

## 家族
二度結婚しているが、いずれもハワード家の娘を妻にした。最初の結婚は1762年に第6代ノーフォーク公爵ヘンリー・ハワードの孫フィリップの娘アン・ハワードとだった。次の結婚は、1788年に12代ノーフォーク公爵バーナード・ハワードの弟ヘンリーの娘ジュリアナとだった。
最初の妻アンとの間には以下の3子を儲ける。
- 第1子(長女)アン・キャサリン・ピーター (-1798)
- 第2子(長男)ロバート・エドワード・ピーター (1763-1809) - 第10代ピーター男爵位を継承
- 第3子(次男)ジョージ・ウィリアム・ピーター (1766-1797)

二番目の妻ジュリアナとの間には以下の3子を儲ける。
- 第4子(次女)ジュリア・マリア・ピーター (-1844)
- 第5子(三女)キャサリン・アン・ピーター(-1830)
- 第6子(三男)ロバート・エドワード・ピーター(1795-1848)